# Wakes Colne
Wakes Colne is een civil parish in het bestuurlijke gebied Colchester, in het Engelse graafschap Essex.